# أحمد زيني دحلان
أحمد زيني دحلان. (1232 - 1304 هـ) فقيه ومؤرخ وشيخ علماء الحجاز في عصره. تولى منصب الإفتاء وشيخ العلماء في مكة المكرمة عام 1288 هـ في أواخر الخلافة العثمانية. برع في العديد من الميادين العلمية والفكرية، باحثًا، ومدرسًا، وكاتبًا، ومؤلفاته في فنون متنوعة.

## نسبه
أحمد بن زيني بن أحمد بن عثمان دحلان بن نعمة الله بن عبد الرحمن بن محمد بن عبد الله بن عثمان بن عطايا بن فارس بن مصطفى بن محمد بن أحمد بن زيني بن قادر بن عبد الوهاب بن محمد بن عبد الرزاق بن علي بن أحمد بن أحمد بن محمد بن زكريا بن يحيى بن محمد بن عبد القادر الجيلاني بن موسى جنكي دوست بن عبد الله الجيلي بن يحيى الزاهد بن محمد المدني بن داود بن موسى الثاني بن عبد الله الرضا بن موسى الجون بن عبد الله المحض بن الحسن المثنى بن الحسن السبط بن الإمام علي بن أبي طالب، والإمام علي زوج فاطمة بنت محمد ﷺ.
فهو الحفيد 38 لرسول الله محمد ﷺ في سلسلة نسبه.

## مولده ونشأته
ولد في مكة المكرمة سنة 1232 هـ الموافق 1817 م، ونشأ وتربى فيها، وحفظ القرآن والشيء الكثير من المتون، واعتكف على طلب العلم الشريف في الحرم المكي على شيوخ كثيرين منهم الشيخ عثمان بن حسن الدمياطي الأزهري.

## مؤلفاته
ألّف كتبًا كثيرة في شتى فروع المعرفة الشرعية، والبيانية، والنحوية، والتاريخية، والرياضية، منها:
- «تيسير الأصول لتسهيل الوصول» في التصوف
- «خلاصة الكلام في بيان أمراء البلد الحرام».[4]
- «الفتوحات الإسلامية بعد مضي الفتوحات النبوية» وفي القسم الثاني من الكتاب «فتنة الوهابية»
- «أسنى المطالب في نجاة أبي طالب» ترجمه مقبول أحمد الدهلوي إلى اللغة الأردويَّة.[5]
- «السيرة النبوية»
- «الفتح المبين في سيرة الخلفاء الراشدين»
- «رسالة في خصوص تفضيل سيدنا أبي بكر على بقية الصحابة»
- «تاريخ يفوق الدر الثمين في خصوص أمراء بلد الله الأمين»
- «تاريخ أبهى من العين في بناء الكعبة ومآثر الحرمين»
- «تاريخ الأندلس»
- «إرشاد العباد في فضائل الجهاد للحاضر والباد»
- «الدرر السنية في الرد على الوهابية» ذكرها الزركلي باسم رسالة في الرد على الوهابية،[6] وقد ترجمها إبراهيم وحيد الدامغاني إلى الفارسية بعنوان سر گذت وهّابيت.[7]
- «منهل العطشان على فتح الرحمن» في التجويد
- «الأنوار السّنيّة بفضائل ذرية خير البرية»
- «النصائح الإيمانية للأمة المحمدية»
- «تاريخ الدول الإسلامية بالجداول المرضية»
- «طبقات العلماء»
- «تلخيص الرسالة القشيرية»
- «تلخيص منهاج العابدين» للإمام الغزالي
- «تلخيص أسد الغابة»
- «تلخيص الإصابة في معرفة الصحابة»
- «مختصر المشرع الروي في مناقب السادة آل باعلوي»
- «فتح الجواد المنّان بشرح فيض الرحمن»
- «رسالة في الفرق بين مذهب أهل السنة وغيرهم في خلق الأفعال»
- «رسالة في رؤية الباري ذي الجلال»
- «رسالة في البسملة»
- «رسالة عن فضائل الجمعة والجماعات وفي الوعيد الوارد لتارك الصلوات»
- «رسالة تفوق عقود اللآلي» لخّص فيها «كتاب الشُّكر» للإمام الغزالي
- «رسالة كالذهب الإبريز واللجين المسبوك في بيان المقامات وكيفية السلوك»
- «رسالة في البعث والنشور»
- «رسالة في فضائل العلم الواردة في الكتاب والحديث المأثور»
- «شرح على الأجرومية» في النَّحو
- «شرح على الألفية» في النَّحو
- «تقريرات على تفسير البيضاوي وشيخي زاده» في التفسير
- «تقريرات على الأشموني والصبَّان عليه»
- «تقريرات على السّعد»
- «حاشية على الزّبد لابن رسلان»
- «حاشية البناني الهمام»

## وفاته
انتقل إلى المدينة المنورة في أواخر شهر ذي الحجة سنة 1303 هـ، فأقام بها على نشر العلم والعبادة حتى توفي آخر ليلة الأحد الرابع من شهر صفر سنة 1304 هـ ودفن في البقيع.